# Interstate 55
Interstate 55 (afgekort I-55) is een Interstate Highway in de Verenigde Staten. De snelweg loopt van Laplace in de staat Louisiana naar Chicago. De weg passeert twee keer de Mississippi: een keer bij Memphis, en nog een keer bij St. Louis. Tussen Chicago en St. Louis volgt de route voor een groot gedeelte de historische Route 66.

## Lengte
| Staat       | km   | mijl |  |
|             |      |      |  |
| Louisiana   | 107  | 66   |  |
| Mississippi | 471  | 290  |  |
| Tennessee   | 19   | 12   |  |
| Arkansas    | 117  | 72   |  |
| Missouri    | 340  | 210  |  |
| Illinois    | 507  | 313  |  |
|             |      |      |  |
| Totaal      | 1561 | 963  |  |

## Belangrijke steden aan de I-55
New Orleans (via Interstate 10) - Jackson - Memphis - Cape Girardeau - St. Louis - Springfield - Bloomington/Normal - Chicago